# Teufelsbach (Radau)
Der Teufelsbach (Oker-Mundart: Duiwelsbeke) ist ein etwa drei Kilometer, orografisch linker Zufluss der Radau auf dem Gebiet der Städte Bad Harzburg und Goslar im Landkreis Goslar.

## Verlauf
Seinen Anfang nimmt der Teufelsbach in einem Rückhaltebecken am Rande des Güdeckenbergs im Hackelkamp auf einer Höhe von 200 m. Die Flur grenzt an den Bad Harzburger Stadtteil Harlingerode und wurde in den späten 1990er-Jahren zum Baugrund eines Gewerbegebiets. Im Oberlauf nach dem unmittelbaren Quellabschnitt ist der Teufelsbach sehr stark begradigt, jedoch trotz der intensiven landwirtschaftlichen Nutzung am Ufer verbuscht. Etwa auf halbem Wege fließt der Bach in das Radauer Holz, ab hier zeigt er einen sehr naturnahen Verlauf. Innerhalb des Radauer Holzes begibt sich der Bach in ein Bruch, das von alters her als Teufelsbad bekannt ist und für den Bach namensstiftend ist. Die Niederung weist eine hohe Rate an unbenannten Rinnsalen auf, die selten mehr als einige hundert Meter Länge erreichen und nur zeitweise Wasser führen. Östlich des Forstes unterquert der Teufelsbach die Bahnstrecke Braunschweig–Bad Harzburg und mündet etwa 100 Meter weiter östlich in die Radau.

## Geschichte
Erstmals schriftlich bezeugt wurde das Teufelsbad 1528.
Der genaue Hintergrund des Namens ist unklar. Ein Eintrag in der Zeitschrift Braunschweigische Heimat aus dem Jahre 1982 legt nahe, dass es sich um eine für Flurnamen typische Verteufelung handelt, die in früheren Zeiten als heidnische Kultstätten genutzt wurden. Das westlich des Teufelsbach liegende Flurstück heißt zudem „Teufelskamp“.

## Gewässergüte
Eine Ermittlung des Saprobienindexes vonseiten des NLWKN war für den Teufelsbach aufgrund seiner Artenarmut nicht möglich. Jedoch lässt der im Oberlauf großzügig ausgelegte kanalartige Verlauf mit abschnittsweiser Verrohrung und lichtem Bewuchs auf eine eher schlechte Gewässerqualität schließen. Ferner fällt der Bach im Sommer häufig trocken, sodass im Oberlauf die Lebensgrundlage für Lebewesen im Bach zeitweilig komplett entfällt. Im Gebiet des Radauer Holzes verbessert sich hingegen die Situation und der Teufelsbach verläuft naturnah in einer versumpften Flussniederung.
Am Teufelsbach sind als naturgeschützte Art Eintagsfliegen der Gattung Caenis luctuosa anzutreffen.

## Galerie

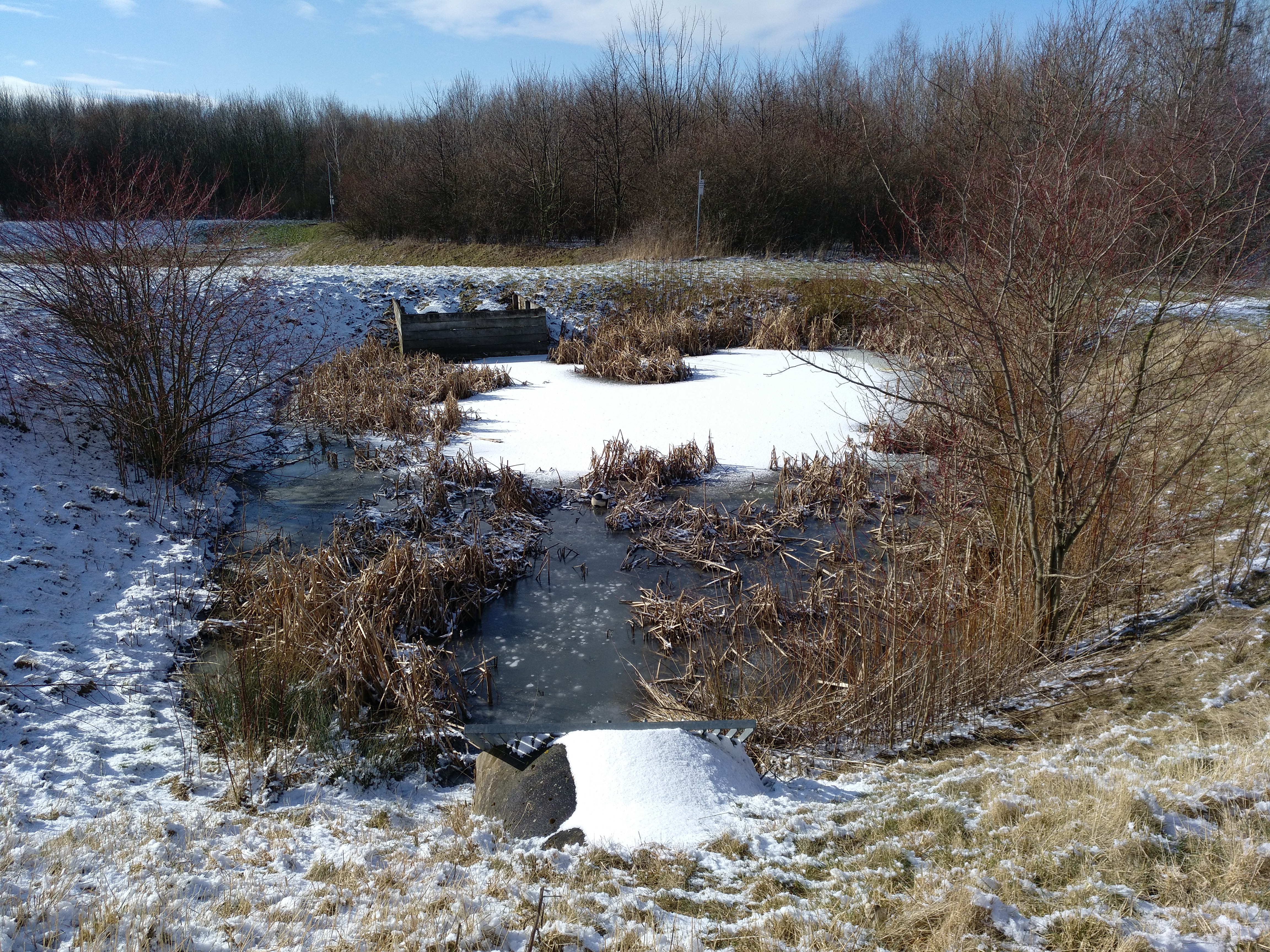
Rückhaltebecken im Quellbereich
- Video im Mittellauf des Teufelsbachs
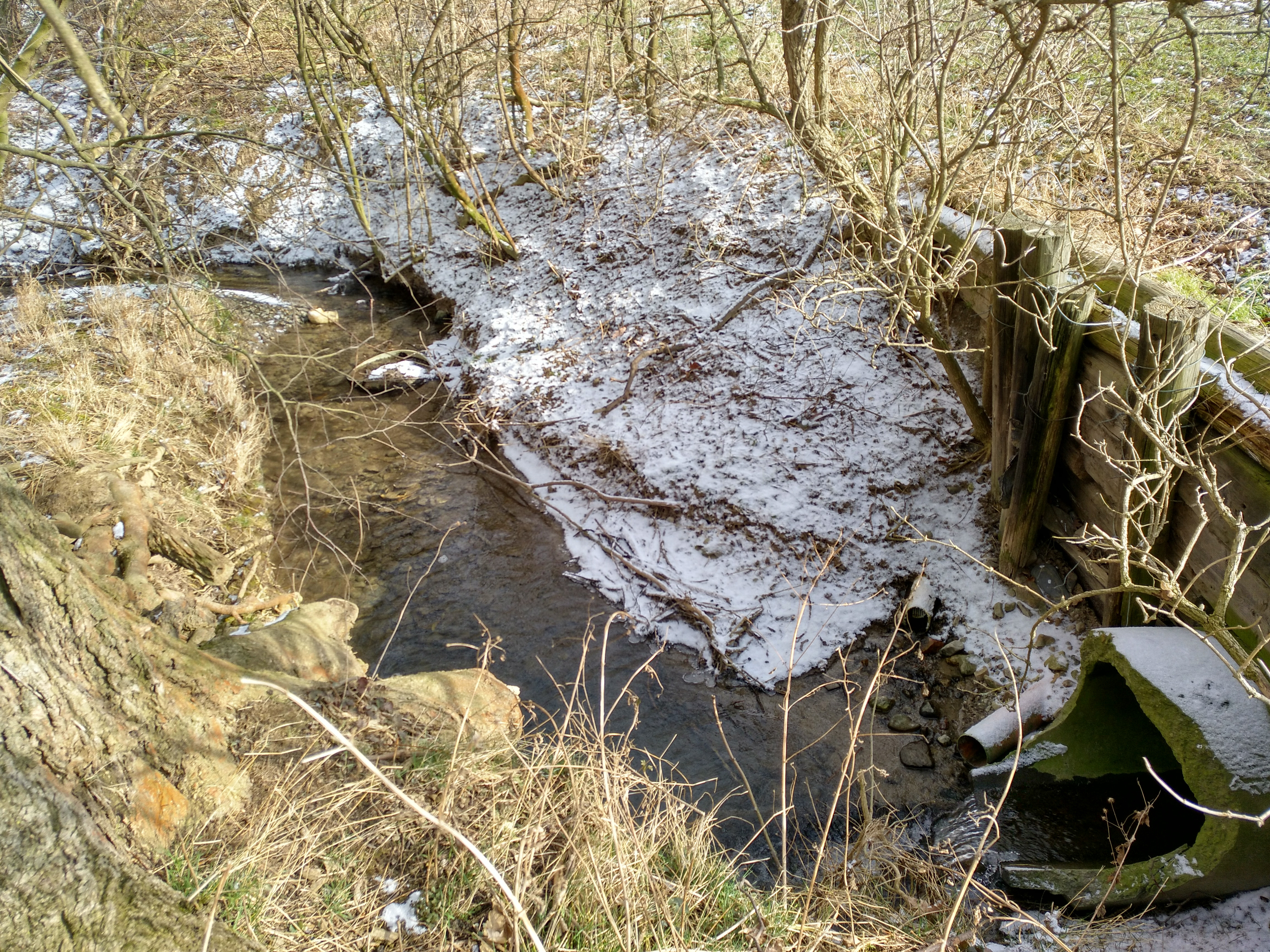
Eintritt in das Radauer Holz
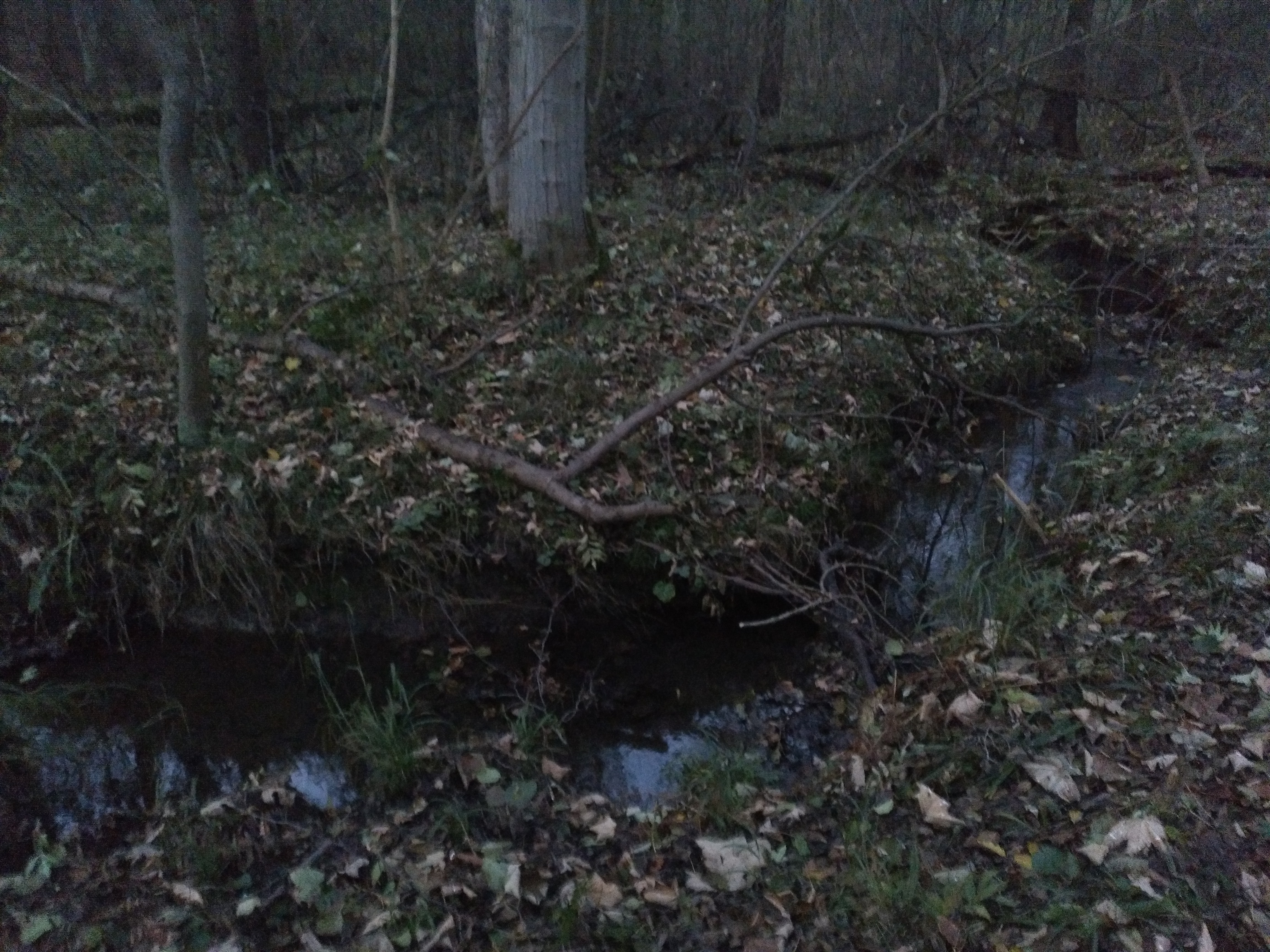
Südlich von Vienenburg im Radauer Holz, naturnaher Verlauf